# Beretta M1918
Beretta Model 1918 — пистолет-пулемёт, выпущенный в 1918 году. Один из первых образцов оружия данного класса.

## История
Сконструирован на фирме Beretta конструктором Туллио Маренгони (Tullio Marengoni, 1881—1965). Принят на вооружение Королевской итальянской армии в 1918 году, использовался в конце Первой мировой войны. Позднее принимал участие в Второй итало-эфиопской войне, гражданской войне в Испании и начальной фазе Второй мировой войны.
По сути, пистолет-пулемёт представлял собой половину лёгкого пулемёта Villar Perosa-Revelli Mod. 1915, уложенную в ложе кавалерийского карабина Parravicino-Carcano. Благодаря этому Beretta M1918 получил привычный спусковой крючок, откидной игольчатый штык, и, в целом, был похож на карабин.
В 1930 году на основе Beretta modello 1918 Туллио Маренгони разработал самозарядный карабин Moschetto Automatico Beretta modello 1918/30 под пистолетный патрон 9 × 19 мм Парабеллум. Оружие имело деревянное винтовочное ложе, откидной штык и магазины на 10 и 25 патронов. Карабин поступил на вооружение полиции Аргентины, карабинеров Италии и Королевской итальянской армии. Данный вариант также производился в Аргентине фирмой Hafdasa как модель С-1.
В 1935 году появился самозарядный карабин Moschetto Automatico Beretta modello 1935, получивший удлиненный ствол в перфорированном кожухе и с дульным компенсатором, штык отсутствовал. На основе данного карабина был создан пистолет-пулемёт MAB M1938A.

## Конструкция
Затвор полусвободный, замедление отката производилось за счет трения рукоятки затвора в наклонной прорези ствольной коробки. Вид огня — только непрерывный, имелся откидной игольчатый штык. Магазин примыкался сверху, у M1918/30 — снизу.